# Louis Toebosch

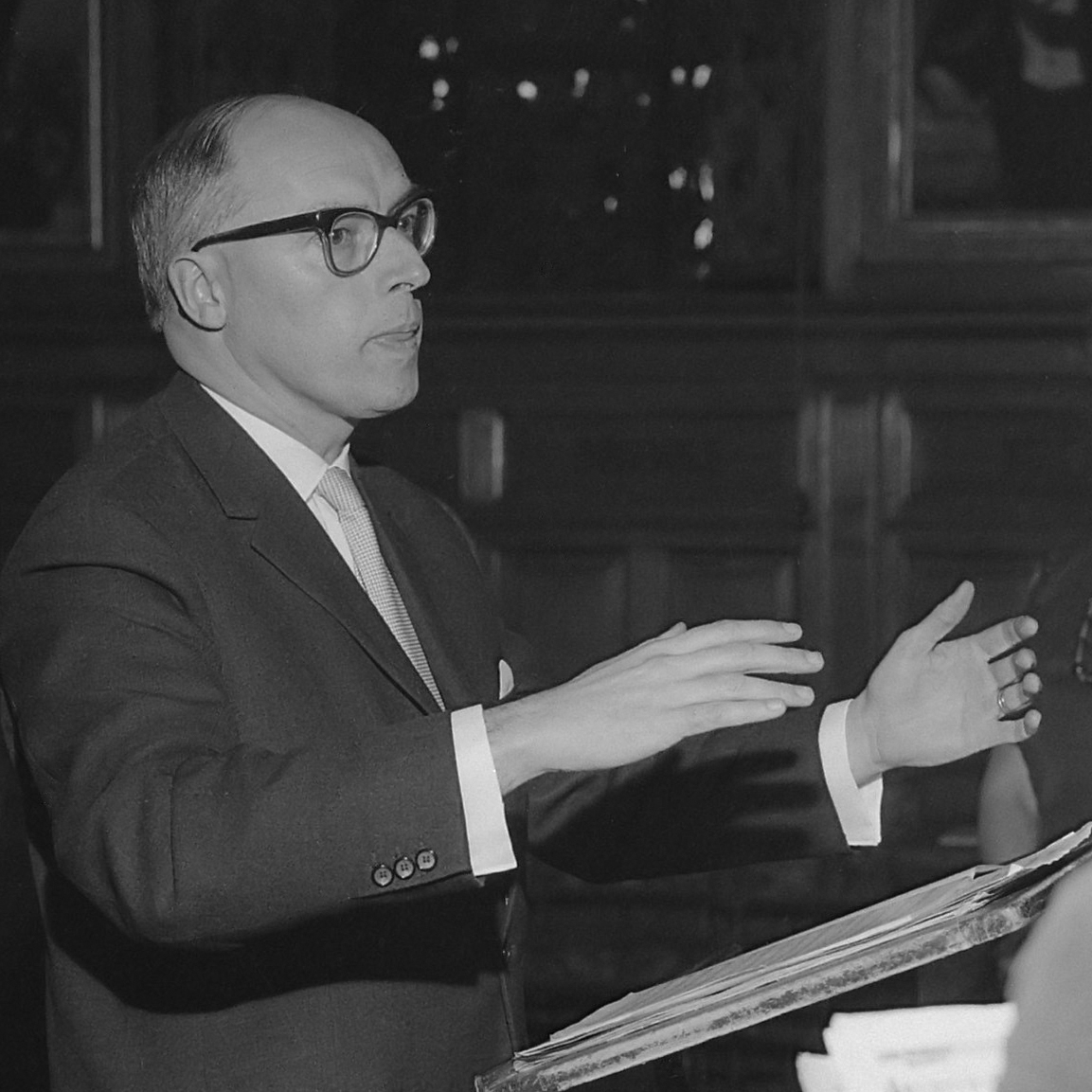
Louis Toebosch (1962)

Louis Toebosch (* 18. März 1916 in Maastricht; † 22. Mai 2009) war ein niederländischer Komponist, Musikpädagoge und Organist.
Schon in sehr jungen Jahren erhielt er erste Unterweisungen in Musik von Benoit Franssen, damals Chor-Dirigent der Sint-Servaas Kirche in Maastricht, und bekam Klavierunterricht von Alphons Crolla.  Sein Studium absolvierte er an der Römisch-Katholischen Kirchenmusikschule in Utrecht, wo er bei Hendrik Andriessen Orgel und bei Phons Dusch Klavier studierte. Nach einem Jahr wechselte er zum Konservatorium in Lüttich, um seine Orgelstudien bei Charles Hens, einem Orgelvirtuosen für romantische Literatur und genialem Bachinterpreten, fortzusetzen. Toebosch entwickelte sich während des Studiums zu einem großen Konzertorganisten und Orgelimprovisator. Beim Examen, in dem er eine eigene Komposition Triptique pour Orgue aufführte, bekam er eine goldene Medaille für sein Orgelspiel. Aber auch in den Fächern Harmonielehre, Kontrapunkt und Fuge erhielt er höchste Auszeichnungen.  Inzwischen hatte er sich in privaten Studien für Orchesterdirektion bei Henri Hermans, Dirigent des Städtischen Orchesters,  am Musiklyceum in Maastricht weitergebildet. 
Von 1936 bis 1940 war er Dirigent des Chores an der St. Lambertus-Kirche in Maastricht. Von 1940 bis 1965 war er Organist und Chorleiter an der Sakramentskirche in Breda. Er war ein großer Freund der Kirchenmusik aus dem 15. und 16. Jahrhundert und studierte mit seinem Kirchenchor diese Werke ein. 1953 gründete er den Chor Orlando di Lasso. 
1946 bis 1950 war er auch Dirigent des Städtischen Symphonieorchesters in Tilburg. Weiter dozierte er von 1951 bis 1965 Musiktheorie, Chorleitung und Orgel an den Konservatorien in Tilburg und Maastricht. Das Konservatorium von Brabant in Tilburg wählte ihn von 1965 bis 1973 zum Direktor. In dieser Zeit organisierte er den Konservatoriumsbetrieb neu, so dass mittels Komponisten-Projekten die zeitgenössische Musik und deren Aufführungsformen ihren Platz fanden.
Inzwischen genoss er internationale Bekanntheit als Orgelvirtuose und -improvisator und leitete den ersten internationalen Orgelimprovisationswettbewerb in Haarlem. Aufgrund seiner Verdienste um die Interpretation französischer Orgelmusik erhielt er die Silberne Medaille der Academie Française. Als Pädagoge und Ausführender war er der zeitgenössischen Musik immer sehr aufgeschlossen und galt als Stimulator junger Komponisten. 
Sein Œuvre umfasst rund 200 Werke und beinhaltet Kammermusik und Orchesterwerke, insbesondere aber Chor- und Orgelmusik. Seine Werke wurden mit zahlreichen Preisen und Auszeichnungen versehen. Wegen seiner großen Verdienste um das Brabanter Konservatorium in Tilburg wurde er von der Königin als Ritter im Orden von Oranien-Nassau aufgenommen. Wegen der Verdienste um die Katholische Kirchenmusik wurde er auch als Ritter im Orden des heiligen Gregorius aufgenommen.

## Werke
Zur Erklärung einiger Satzbezeichnungen siehe auch Tempobezeichnungen in der Musik. 

### Werke für Orchester
- 1938/1939 Suite nr. 1 opus 14 aus der Schauspielmusik "Pieta" von Jacques Schreurs
  1. Sinfonia (Ouverture)
  2. Improvisazione
  3. Danza
  4. Marcia burlesca e finale
- 1947/1948 Suite no. 2  (Breda-suite) opus 30 
  1. Intrada
  2. Passacaglia
  3. Marcia
  4. Ricercare per due cori
  5. Fuga
- 1955 Carnavalsige-ouverture opus 52 
  1. Largo
  2. Allegro-vivace
- 1955 Psalm 131 für Männerchor und Orchester, opus 53 - Text: Gabriël Smit
- 1956 Concertante ouverture opus 56
- 1957 Cantatorium carnevale für Tenor- und Bariton-Solo mit Orchester, opus 62
  1. Ouverture
  2. Recitativo-Aria
  3. Mesopotamische galop
- 1957 Sinfonietta für Männerchor und Orchester, opus 65 
  1. Vivace (Eens meienmorgens vroe) Text: Herzog Jan I von Brabant
  2. Ballade (Alleen ben ik) Text: Christine de Pisan
  3. Scherzo (Karel, Karel tsiep tsiep tsiep)
  4. Rondo (Adieu mijn troost, mijn liefste reine)
- 1957 Variaties voor orkest opus 68
- 1958 Adagio e allegro
- 1960 Feestelijke ouverture opus 74
- 1961 Sinfonietta no. 2 opus 78 
  1. Allegro
  2. Adagio
  3. Allegro (Scherzando)
  4. Fuga (Vivace)
- 1963 Philippica moderata opus 88  für Alt, Bariton, gemischten Chor (SATB) und Orchester - Text: Bertus Aafjes
- 1966 Agena  Divertimento per orchestra - Ballett - opus 96
  1. Rythmos I
  2. Chroma
  3. Rythmos II
- 1983 Concerto für elektrische Orgel und Orchester, opus 125 
  1. Allegro moderato
  2. Variazione
  3. Ritornello
- 1994 Canticum europaeum für Sopran-Solo, Bariton-Solo, gemischten Chor und Orchester (oder Orgel), opus 152 - auf den Text aus verschiedenen, nichtbiblischen Vitae (Lebensbeschreibungen von Heiligen) in Latein
  1. Pars orientalis
  2. Pars occidentalis
- 1995 Brabants landschap für Orchester und Jugendchor opus 158

### Werke für Blasorchester
- 1952 Psalm 37 opus 41 für 4-stimmigen Männerchor, Bläser (Piccolo-Flöte, Flöte, Oboe, 2 Klarinetten, Fagott, 4 Hörner, 2 Trompeten, 3 Posaunen und Tuba) sowie Schlagzeug (2 Schlagzeuger) - Text: Gabriël Smit
- 1962 Introduction, theme and variations on a popular song "Waar in het bronsgroen eikenhout" für Blasorchester, opus 81
- 1972 Eufonie opus 103  für Symphonisches Blasorchester
  1. Allegro risoluto
  2. Improvisatie (Andante)
  3. Allegro
- 1974 De Koning van Frankrijk en de stad Maestricht opus 107 für gemischten Chor und Blasorchester - Text: Unbekannter Dichter aus dem Jahr 1673
- 1980 Triptiek für Fanfare-Orchester, opus 118 
  1. Fantasia
  2. Passacaglia
  3. Ricercare
- 1981 Partita da chiesa opus 121 für Blasorchester
  1. Preludio
  2. Interludio primo-Corale con variazioni
  3. Interludio secondo
  4. Postludio
- 1984 Wind music opus 123 for symphonic band
  1. Allegro moderato
  2. Variaties
  3. Allegro
- 1984/1985 16 - '85 opus 131 für Fanfare-Orchester
  1. Adagio
  2. Allegro aperto
- 1990 Carnavalsige ouverture opus 52 für Blasorchester
- 1999 Tema con variazione

### Werke für Orgel
- 1938 Improvisazione opus 12c
- 1939/1980 Triptyque opus 15 
  1. Prélude
  2. Adagio
  3. Final
- 1941 Allegro
- 1954 Praeludium et fuga super Te Deum laudamus opus 50
- 1956 Fantasie en fuga opus 57
- 1962 Twee postludia opus 84a und 84b
- 1967 Changements für Orgel und Orchester opus 98
- 1972 Ommimeloog per flauto dolce [soprano] e organo, opus 104
- 1973 Toccana per organo, opus 106
- 1974/1975 Rondeau reconstructie
- 1975 Orgelspiegel opus 109
  1. Mosso
  2. Andante
  3. Vivo
  4. Maestoso-Allegro moderato
  5. Tempo guisto
  6. Dialoog
- 1977 Bilingua für Sopran-Blockflöte und Orgel oder Cembalo opus 112
- 1979/1989 Canzone opus 114f
- 1981 Prélude, Air varié, Final für Turmglockenspiel (Carillon - Beiaard) opus 120
- 1982 Cantata alfabetica für (Kammer-)Chor und (kleine) Orgel mit optionalem Pedal, opus 122
  1. Cantilena
  2. Fuga
  3. Ritornello
  4. Corale
- 1984 Triptiek für Turmglockenspiel (Carillon - Beiaard) opus 127
- 1984 Postludium - Passacaille über Gij zijt voorbijgegaan opus 128
- 1985/1987 Resistance opus 134
- 1986 Three movements  für elektrische Orgel opus 135
  1. Allegro
  2. Adagio
  3. Allegro aperto
- 1987 Fantasia super "Alleluia, beatus vir Sanctus Martinus" opus 141
- 1987/1988 Ave Regina caelorum  opus 142 für gemischten Chor und Orgel
- 1990/1991 Dialogues für Orgel und Turmglockenspiel (Carillon) opus 148
- 1994 Suite Gregorienne opus 154
  1. Prélude
  2. Offertoire
  3. Sortie
- 1994 Dominica pentecostes Pfingstsonntag - für Orgel, opus 156 
  1. Introitus
  2. Sequentia
  3. Communio
- 1996/1997 Autres pensées opus 165
- 1998 Meditazione - communio - Pascha nostrum opus 169 basierend auf eine gregorianische Melodie aus dem Graduale Triplex
- 2000 Tweespraak (Dialogue) für zwei Orgeln (eine große und eine kleine) opus 170 
  1. Gaio
  2. Recitatief
  3. Andante
  4. Andante
  5. Deciso

### Geistliche Musik (Motetten, Kantaten) und Messen
- 1940 Da pacem Domine für 6-stimmigen gemischten Chor (SATTBrB) a cappella, opus 16 (Latein)
- 1941 Hodie, Christus natus est für 5-stimmigen gemischten Chor (SATBrB) und Orgel ad libitum, opus 22
- 1942–1947 Tien Oud-Nederlandse kerstliederen für gemischten Chor a cappella, opus 24a
  1. Nu sijt willekome
  2. De boodschap van Maria
  3. Ons is gheboren een kindekijn
  4. Nu sijt willekome
  5. Het was een maghet uijtvercoren
  6. Het viel een hemelsdauwe
  7. Een kint gheboren in Bethlehem
  8. In dulci jubilo
  9. Maria die soude ...
  10. Hij is van eender Maghet gheboren
- 1945/1946 Nu sijt willekome für gemischten Chor
- 1949 Missa super Ave Maria für gemischten Chor (SATB)
- 1952 Psalm XXVI opus 44  für gemischten Chor (SATB) a cappella - Text: Gabriël Smit
- 1955 Negen lofgezangen für zweistimmigen Frauenchor (SA) oder Knabenchor und Orgel
  1. Panis angelicus
  2. Ave verum
  3. Ave Maria
  4. O serenissima virgo
  5. Beatum me dicent
  6. Hymne: Jesu corona virginum
  7. Maria mater gratiae
  8. Tantum ergo
  9. Maria liedje  - Text:  P.P. Schmitt
- 1958 Te Deum opus 70a für gemischten Chor (SATB) und Orgel
- 1959 Kerstcantate für Sopran-Solo, Männerchor und Orchester, opus 73 
  1. Synfonia
  2. Maria  (Text: Elisabeth Eybers)
  3. Ik zing u van den herder Jan  (Text: Gabriël Smit)
  4. Een lied naar waarheid  (Text: Bertus Aafjes)
- 1961 Psalm CXXVI für Chor und Orchester opus LXXVII
- 1962 Missa duodecim apostolorum für 4 gemischte Stimmen und Orgel, opus 85
- 1967 Missa ultima opus 97b  für Männerchor, Gemeindegesang und Orgel
- 1978 Uit psalm 25  vs. 1. 4-5b. 6-10. 14 für gemischten Chor und Orgel, opus 113a
- 1981 De vier seizoenen Kantatorium  für Sopran- und Bariton-Solo, gemischten Chor und Orchester, opus 119 - Text: Fokkelien Oosterwijk
- 1982 Cantata alfabetica für (Kammer-)Chor und (kleine) Orgel mit optionalem Pedal, opus 122
  1. Cantilena
  2. Fuga
  3. Ritornello
  4. Corale
- 1984 Psalm CXXVI (Wil God uw huis niet bouwen) opus 130  für 4-stimmigen gemischten Chor und Orgel
- 1988 Kerstvigilie für gemischten Chor - Text: Jacques Schreurs

### Chormusik
- 1940 Schlaf wohl - nach der Original Melodie von Karl Neunert, opus 19b - Text: Christian Friedrich Daniel Schubart
- 1944 Diogenes auf einen Text von W.G. van Focquenbroch für gemischten Chor (SATB) und Klavier, opus 25
- 1946 Hemelsche Coninghinne für gemischten Chor a cappella
- 1948 Daar kom die wa für gemischten Chor (Afrikaans)
- 1951 Quod libet
- 1952/1988 Triangel opus 43  für 4-stimmigen Männerchor a cappella 
  1. Wolken
  2. En rade
  3. Arne Borg
- 1957 Drie liederen opus 63a für 4-stimmigen gemischten Chor
  1. De zoete tijd komt aan
  2. Boer en snijder
  3. Daar gingen twee gespeelkens goed
- 1962 Diablerie opus 82a  für gemischten Chor - Text: Pierre Kemp
- 1962 Bome für gemischten Chor (SATB) opus 83  Text: Elisabeth Eybers (Afrikaans)
- 1965 Arne Borg aus "Sine Nomine" für gemischten Chor (SATB) a cappella, opus 93
- 1978 Vijf Sint Maartenliedjes für gemischten Chor
- 1987 Jeldican en het woord für Frauenchor a cappella
- 1988 Huldegedicht aan Singer opus 143 für gemischten Chor und Orchester - Text: Paul van Ostaijen
- 1989 Nacht opus 145  für dreistimmigen Frauenchor
- 1989 Met hartelijke groeten opus 146 für Alt, gemischten Chor und Saxophon-Quartett
  1. Uit het roomse Rome
  2. Uit het andere Rome
  3. Uit zomaar een parador
  4. Uit het stille seminario
- 1990 De twaalf maanden opus 147 für gemischten Chor und Streich-Quartett

### Kammermusik
- 1953 Thema met variaties über das Lied von Herzog Jan (von Brabant) für Alt-, Tenor- und Bariton-Saxophon, opus 42
- 1959 Sarabande en allegro opus 71 für Bläser-Quintett
- 1968 Mayetmâr per clavicembalo, flauto dolce e flauto opus 99
  1. Improvisatie
  2. Variaties
  3. Rondo
- 1974 The King's quartet - In memoriam Martin Luther King - opus 100 für  2 Violinen, Bratsche und Violoncello
- 1977 Variaties voor euphonium en piano für Euphonium und Klavier
- 1981 Allegro voor koperblazers für 3 Trompeten, 2 Hörner, 1 Posaune
- 1997 Kassel '97  Documenta X  für Klarinette, Alt-Saxophon, Posaune, Akkordeon und Klavier
- 2003 Kwartet no. 2 für Streich-Quartett opus 181

| Personendaten    | Personendaten                                          |
| ---------------- | ------------------------------------------------------ |
| NAME             | Toebosch, Louis                                        |
| KURZBESCHREIBUNG | niederländischer Komponist, Musikpädagoge und Organist |
| GEBURTSDATUM     | 18. März 1916                                          |
| GEBURTSORT       | Maastricht                                             |
| STERBEDATUM      | 22. Mai 2009                                           |